# كعكة البندان
كعكة الكاذي أو البندان كعكة إسفنجية خفيفة ورقيقة وذات لون أخضر مُنكهة بعصائر أوراق الكاذي شُبيكِيّ الأوراق. ومن المعروف أيضا باسم شيفون البندان. تحظى الكعكة بشعبية في إندونِيسية ومالِيزية وسنغافورة وفيتنام وكمبودية ولاوُس وتَيلَند وسريلنكة وهونغ كونغ والصين وهولندا أيضًا خاصة بين المجتمع الهندي نظرًا لعلاقاتها الاستعمارية التاريخية مع إندونيسية. إنها تشبه كعكة بوكو بندان في الفلبين لكنها تختلف في أنها لا تستخدم جوز الهند.

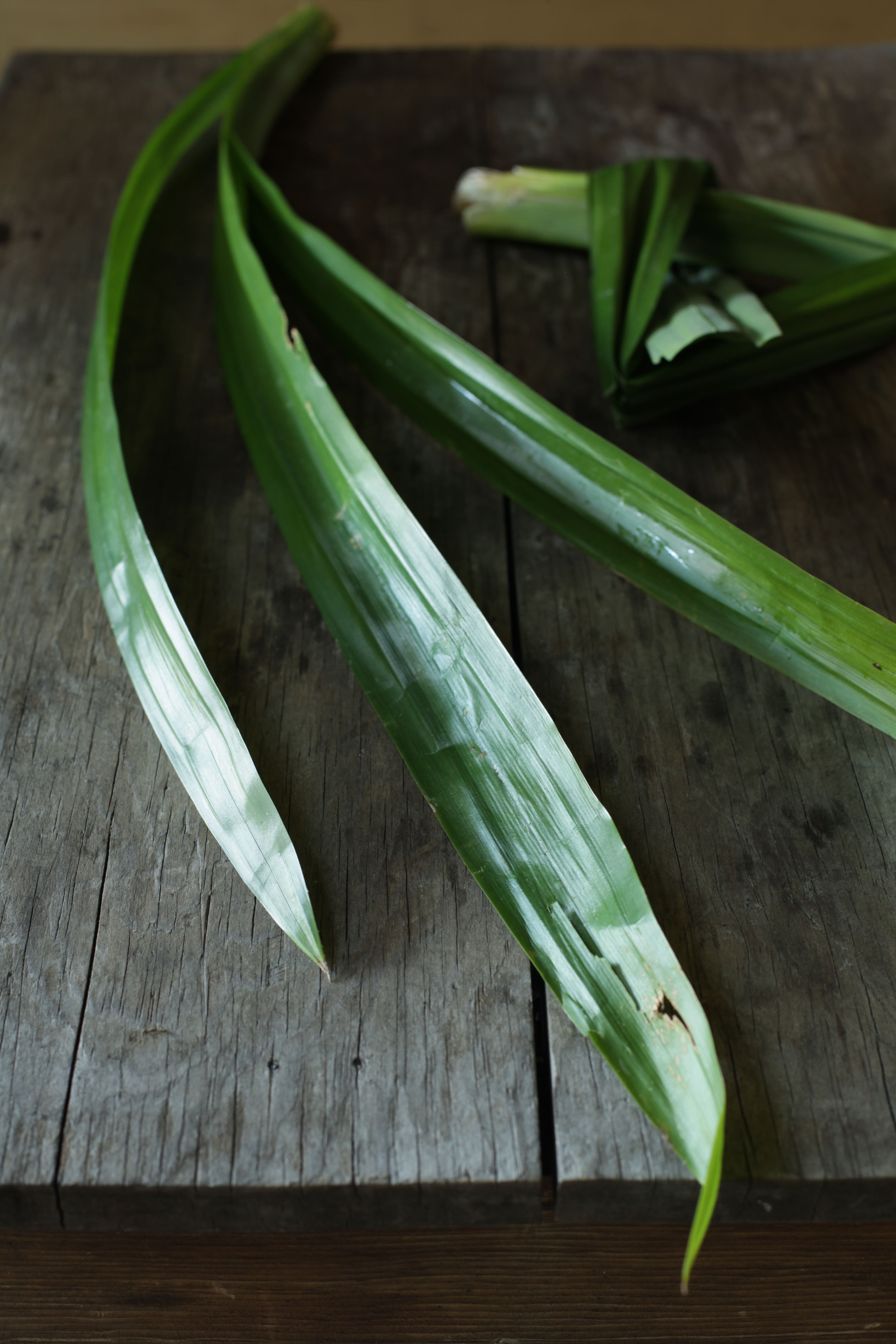
أوراق الكاذي أو البندان ، العصير الأخضر الذي يُحصل عليه من هذه الورقة يستخدم عامل تلوين ونكهة في كعكة البندان.

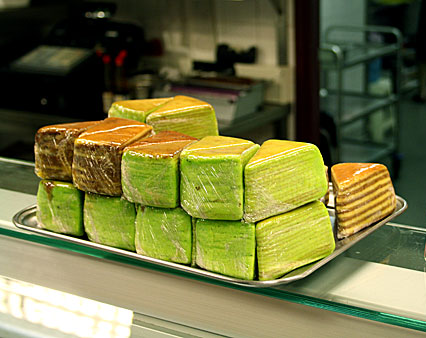
يستخدم البندان الأخضر أيضًا تابِلًا وملونًا في الكعك الهولندي الإندونيسي الآخر كعكة إسبك الذي يباع في متجر هندي (أوراسي) في أمستردام.